# 延黄高速公路
延长至黄龙高速公路，简称延黄高速，是中国国家高速公路网纵向并行线榆蓝高速公路（G6521）的重要路段，也是陕西省“2367”高速公路网纵线之一“榆商线”的组成部分。线路起于延安市延长县黑家堡镇岳口村，设岳口枢纽互通顺接延延高速公路，经宝塔区临镇、宜川县云岩镇、交里乡、黄龙县圪台乡，止于石堡镇安善村，与黄蒲高速公路相接。采用政府和社会资本合作（PPP）模式建设，陕西葛洲坝延黄宁石高速公路有限公司作为项目法人负责实施及运营管理。项目预算投资158.91亿元人民币，于2017年12月27日与其他四条高速公路集中开工，2018年3月全面动工，2021年6月30日正式并网通车。

## 工程规模
全长166.608公里，其中新建149.468公里，利用既有青兰高速公路共线段17.140公里。全线设置岳口（枢纽）、延长、临镇、云岩、交里、宜川东（枢纽）、铁龙湾（枢纽）、圪台、黄龙北9处互通立交，预留黑家堡1处互通立交。
全线采用双向四车道高速公路标准，其中，起点至圪台段（含利用既有高速公路段）123.138公里，设计速度100公里/小时，路基宽度整体式26米、分离式13米；圪台至终点段43.47公里，设计速度80公里/小时，路基宽度整体式25.5米、分离式12.75米。新建桥涵设计汽车荷载等级采用公路-Ⅰ级，设计洪水频率1/100（特大桥1/300）；项目区地震动峰值加速度为0.05g，地震基本烈度为Ⅵ度。其他指标执行《公路工程技术标准》（JTG B01-2014）。
同步建设延长、交里互通立交连接线7.715公里，采用二级公路标准，其中延长互通立交连接线长4.798公里，设计速度60公里/小时，路基宽度10米；交里互通立交连接线长2.917公里，设计速度40公里/小时，路基宽度8.5米。
全线共设桥梁42300.33米/174座（双幅），占路线总长的28.3%。其中特大桥2361.5米/2座，大桥37219.39米/133座，中桥2719.44米/39座，涵洞170道，桥隧比为38.3%。全线共设3个服务区、6个匝道收费站。

## 建设历程
- 2016年6月23日，陕西省交通建设集团发布延黄高速公路工程勘察设计招标公告[5]。
- 2016年8月16日、9月14日，延黄高速公路工程勘察设计中标单位公示，其中土建主体工程由陕西省交通规划设计研究院（N1标段）和西安公路研究院（N2标段）分别中标[6][7]。
- 2016年5月3日，中交第一公路勘察设计研究院中标延黄高速公路初步设计审批技术咨询服务[8]。
- 2017年7月7日，陕西省交通运输厅发布延黄高速公路PPP项目社会投资人招标资格预审公告[9]。
- 2017年10月9日，中国葛洲坝集团和百和六号（深圳）投资合伙企业（有限合伙）组成的联合体，成功中标延黄高速公路PPP项目社会投资人[10]。
- 2017年12月27日，延长至黄龙等5条高速公路项目集中开工动员会在西安市举行[2]。
- 2018年3月8日，延黄高速公路全面动工建设[3]。
- 2018年12月，延黄高速公路初步设计获得中华人民共和国交通运输部批复[11]。
- 2019年9月14日，陕西省交通运输厅以陕交函〔2019〕898号文批复了延黄高速公路施工图设计[1]。
- 2020年10月15日，陕西省生态环境厅以陕环评批复〔2020〕15号文件批复了延黄高速公路宜川至黄龙段环境影响报告书[12]。
- 2021年5月14日，延黄高速公路主线沥青路面全线贯通[13]。
- 2021年6月11日，陕西省人民政府批复了延黄高速公路设站收取车辆通行费等有关问题（陕政函〔2021〕72号）[14]。
- 2021年6月21日，陕西省交通运输厅发布延黄高速公路设站收取车辆通行费的通告（陕交发〔2021〕52 号）[15]。
- 2021年6月30日，延黄高速公路正式并网通车[4]。

## 车辆通行费
延黄高速公路纳入陕西省高速公路网，按照ETC全国联网收费技术要求，实行电子不停车ETC收费为主、人工收费为辅的收费方式。收费期限暂定自2021年6月30日至2026年6月29日。

### 客车
| 类别 | 车辆类型       | 核定载人数 | 说明                                             | 道路费率标准（元/车·公里） | 岔口特大桥加收标准（元/车次） |
| ---- | -------------- | ---------- | ------------------------------------------------ | -------------------------- | ----------------------------- |
| 1类  | 微型、小型     | ≤9         | 车长小于6000mm且核定载人数不大于9人的载客汽车    | 0.70                       | 10                            |
| 2类  | 中型乘用车列车 | 10-19—     | 车长小于6000mm且核定载人数为10-19人的载客汽车—   | 1.23                       | 20                            |
| 3类  | 大型           | ≤39        | 车长不小于6000mm且核定载人数不大于39人的载客汽车 | 1.58                       | 30                            |
| 4类  | 大型           | ≥40        | 车长不小于6000mm且核定载人数不小于40人的载客汽车 | 1.90                       | 40                            |

### 货车及专项作业车
| 类别 | 总轴数（含悬浮轴） | 说明                                         | 道路费率标准（元/车·公里） | 岔口特大桥加收标准（元/车次） |
| ---- | ------------------ | -------------------------------------------- | -------------------------- | ----------------------------- |
| 1类  | 2                  | 车长小于6000mm且最大允许总质量小于4500kg     | 0.70                       | 10                            |
| 2类  | 2                  | 车长不小于6000mm且最大允许总质量不小于4500kg | 1.26                       | 18                            |
| 3类  | 3                  | —                                            | 2.03                       | 29                            |
| 4类  | 4                  | —                                            | 2.47                       | 35                            |
| 5类  | 5                  | —                                            | 2.71                       | 39                            |
| 6类  | 6                  | —                                            | 2.86                       | 41                            |

大件运输车辆通行高速公路，道路收费以1类货车收费标准为基数，7轴收费系数为7，7轴以上按每增加一轴增加收费系数1，依此类推，最高至15轴。15轴以上收费系数统一按15轴执行。

## 沿线设施列表
| 地区                                                                                         | 里程 | 类型                              | 名称           | 连接           | 说明                  |
| -------------------------------------------------------------------------------------------- | ---- | --------------------------------- | -------------- | -------------- | --------------------- |
| 延安市 延长县                                                                                | 0    | 枢纽                              | 岳口枢纽       | 延延高速       |                       |
| 延安市 延长县                                                                                |      | 隧道                              | 李家湾隧道     | 李家湾隧道     |                       |
| 延安市 延长县                                                                                |      | 隧道                              | 康家坪隧道     | 康家坪隧道     |                       |
| 延安市 延长县                                                                                | 11   | 停车场 · 加油设施 · 修车站 · 餐厅 | 延长服务区     | 延长服务区     |                       |
| 延安市 延长县                                                                                |      | 隧道                              | 白家塬隧道     | 白家塬隧道     |                       |
| 延安市 延长县                                                                                | 16   | 出入口                            | 延长           | 520国道        |                       |
| 延安市 延长县                                                                                |      | 隧道                              | 韩家村隧道     | 韩家村隧道     |                       |
| 延安市 延长县                                                                                |      | 隧道                              | 杨道塬隧道     | 杨道塬隧道     |                       |
| 延安市 延长县                                                                                |      | 隧道                              | 康胡子峁隧道   | 康胡子峁隧道   |                       |
| 延安市 宝塔区                                                                                | 45   | 出入口                            | 临镇           | 延壶路         |                       |
| 延安市 宝塔区                                                                                | 47   | 停车场 · 加油设施 · 修车站 · 餐厅 | 临镇服务区     | 临镇服务区     |                       |
| 延安市 宜川县                                                                                | 55   | 出入口                            | 云岩           | 242国道        |                       |
| 延安市 宜川县                                                                                |      | 隧道                              | 云岩一号隧道   | 云岩一号隧道   |                       |
| 延安市 宜川县                                                                                |      | 隧道                              | 云岩二号隧道   | 云岩二号隧道   |                       |
| 延安市 宜川县                                                                                |      | 隧道                              | 刘家桌子隧道   | 刘家桌子隧道   |                       |
| 延安市 宜川县                                                                                | 81   | 出入口                            | 交里           | 革命路         |                       |
| 延安市 宜川县                                                                                |      | 枢纽                              | 阳湾枢纽       | 青兰高速       | 与 青兰高速共线段起点 |
| 延安市 宜川县                                                                                |      | 停车场 · 加油设施 · 修车站 · 餐厅 | 壶口服务区     | 壶口服务区     |                       |
| 延安市 宜川县                                                                                |      | 隧道                              | 凤翅山隧道     | 凤翅山隧道     |                       |
| 延安市 宜川县                                                                                |      | 出入口                            | 宜川           | 242国道        |                       |
| 延安市 宜川县                                                                                |      | 枢纽                              | 铁龙湾枢纽     | 青兰高速       | 与 青兰高速共线段终点 |
| 延安市 黄龙县                                                                                | 123  | 停车场 · 加油设施 · 修车站 · 餐厅 | 杜岭服务区     | 杜岭服务区     |                       |
| 延安市 黄龙县                                                                                |      | 隧道                              | 五门口隧道     | 五门口隧道     |                       |
| 延安市 黄龙县                                                                                | 126  | 出入口                            | 圪台           | 圪台           |                       |
| 延安市 黄龙县                                                                                |      | 隧道                              | 圪台隧道       | 圪台隧道       |                       |
| 延安市 黄龙县                                                                                |      | 隧道                              | 黄龙山隧道     | 黄龙山隧道     |                       |
| 延安市 黄龙县                                                                                |      | 枢纽                              | 沙曲河枢纽     | 韩黄高速       |                       |
| 延安市 黄龙县                                                                                |      | 隧道                              | 沙曲河隧道     | 沙曲河隧道     |                       |
| 延安市 黄龙县                                                                                | 162  | 出入口                            | 黄龙北         | 242国道        |                       |
| 延安市 黄龙县                                                                                |      | 隧道                              | 麻地湾一号隧道 | 麻地湾一号隧道 |                       |
| 延安市 黄龙县                                                                                |      | 隧道                              | 麻地湾二号隧道 | 麻地湾二号隧道 |                       |
| 延安市 黄龙县                                                                                |      | 隧道                              | 麻地湾三号隧道 | 麻地湾三号隧道 |                       |
| 延安市 黄龙县                                                                                |      | 主线出入口                        | 安善村         | 黄蒲高速       |                       |
| 1.000 英里 = 1.609 千米；1.000 千米 = 0.621 英里 并行路段 • 已关闭／取消 • 限制进入 • 未开放 |      |                                   |                |                |                       |